# Badge-engineering
Badge-engineering is de Engelse term voor het op de markt brengen van hetzelfde product onder verschillende merknamen. Hierin onderscheidt men een aantal varianten.

## Motieven
Een belangrijk motief voor badge-engineering is het verlagen van de productiekosten van producten door de ontwikkelkosten te delen door verschillende fabrikanten. Een ander motief is het versneld op de markt kunnen brengen van een product door andermans product van een nieuw label te voorzien.

## Soorten badge-engineering

### Voor verschillende markten aanbieden van hetzelfde product
In de jaren vijftig waren vooral Engelse autofabrikanten actief met het onder verschillend merk op de markt zetten van hetzelfde model auto. De belangrijkste reden was om op een goedkope manier verschillende markten te kunnen bedienen. Voorbeeld was de Hillman Imp (gezinsauto) die ook als Sunbeam Stiletto (sportief model) en Singer Chamois (luxe uitvoering) op de markt kwam, maar in principe van dezelfde productieband rolden. Ook British Leyland hanteerde deze methode, door met de merken Austin, Morris en Wolseley verschillende doelgroepen aan te spreken. Het inmiddels failliete Rover gebruikte de merknaam MG om sportief aangeklede Rovers aan te bieden, de Rover 75 werd als MG ZT op de markt gebracht.
De Volkswagen Group doet sinds 2000 min of meer aan badge-engineering. De merken Audi (luxe, sportief), Volkswagen (degelijk, standaard), Seat (sportief, betaalbaar) en Škoda (betaalbaar) worden voor verschillende markten verkocht. Er bestaan veel overeenkomsten tussen de modellen onderling - al zijn er meer verschillen dan destijds bij de Britse automerken - en veel onderdelen zijn uitwisselbaar. De Škoda Fabia, Seat Ibiza en Volkswagen Polo waren rond 2001/2002 vrijwel identiek, maar werden geleverd met verschillende styling, afstelling van het onderstel en motorisering; tevens werden ze in verschillende fabrieken gebouwd. Een ander voorbeeld is de Seat Exeo, die vrijwel identiek is aan een ouder model Audi A4.

### Samen ontwikkelen en bouwen van één product
Het door twee producenten samen ontwikkelen en bouwen van één product, dat wel onder beide merknamen (badges) verkocht wordt. Dit moet niet verward worden met een gezamenlijk platform, waarbij alleen het onderstel gelijk is, maar de carrosserie en motorisering significant kan afwijken.
Voorbeelden uit de klassieke motorfietswereld:
- AJS Model 16 en Matchless G3 (350 cc)
- AJS Model 18 en Matchless G80 (500 cc)
- Matchless G15 CS en Norton N15 CS
- Francis-Barnett en James
- de Benelli-tweetakten uit de jaren zeventig die ook als Moto Guzzi en Motobi verkocht werden.

Voorbeeld uit de autowereld:
- Toyota Aygo, Citroën C1, Peugeot 107 en Peugeot 108 (samenwerking tussen Toyota en PSA, geproduceerd in dezelfde fabriek in het Tsjechische Kolín)
- Fiat Fiorino, Citroën Nemo en Peugeot Bipper (samenwerking tussen Fiat en PSA, geproduceerd door Tofaş in Turkije)
- Citroën Evasion, Peugeot 806, Fiat Ulysse, Lancia Z (idem, in verschillende fabrieken geproduceerd)
- Toyota Hilux, Volkswagen Taro
- Ford Galaxy, Seat Alhambra, Volkswagen Sharan
- Renault Trafic, Opel Vivaro, Nissan Primastar Fiat Talento (project General Motors en Renault, de ontwikkeling vond plaats in het Technocentre Renault)
- Renault Master, Opel Movano, Nissan Interstar (idem als de Renault Trafic, Opel Vivaro en Nissan Primastar)
- Vauxhall, een Britse autoproducent die sinds eind jaren 1970 alleen nog rechts gestuurde modellen van andere General Motors-producten onder hun eigen naam op de markt bracht, met name van Opel.
- Mercedes-Benz Sprinter, Freightliner Sprinter, Dodge Sprinter, Volkswagen LT, Volkswagen Crafter, MAN TGE

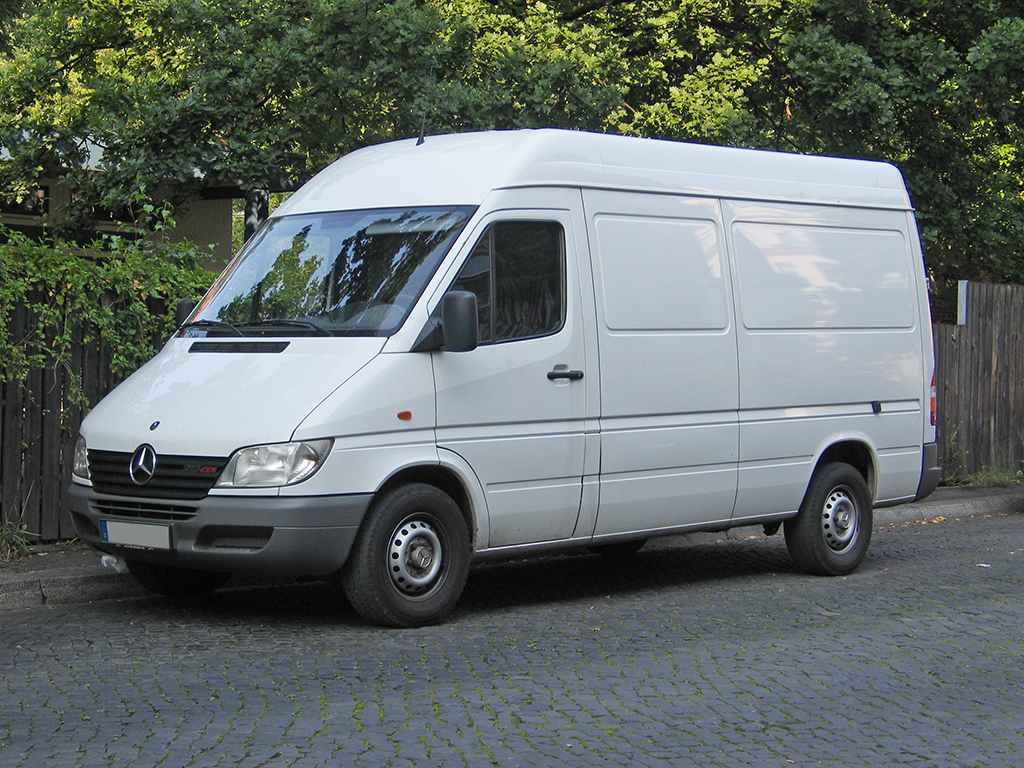
Mercedes-Benz Sprinter
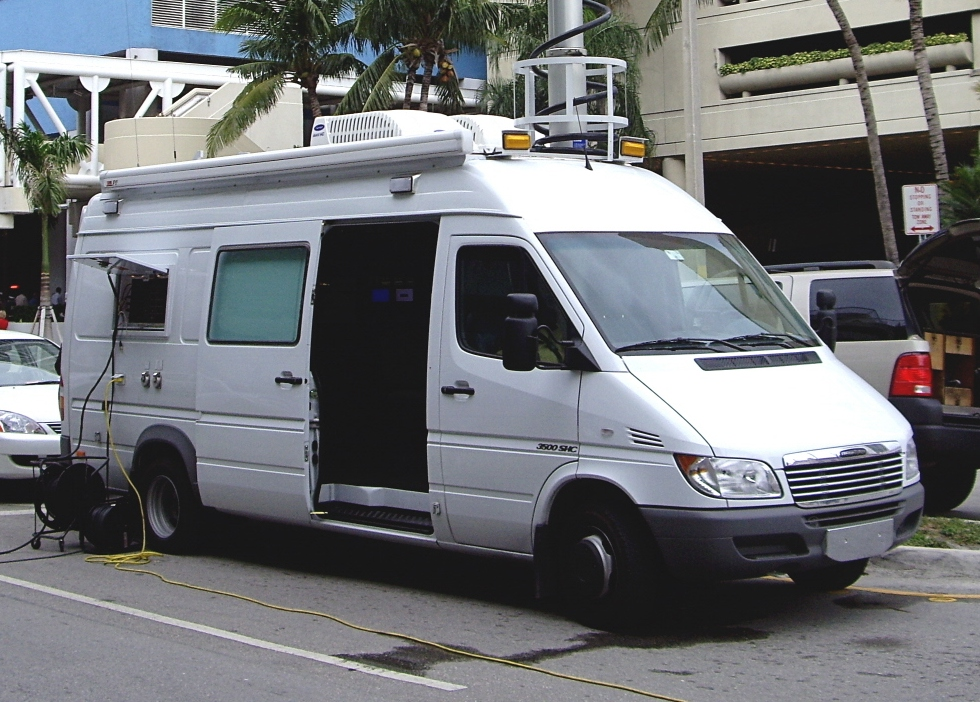
Freightliner Sprinter
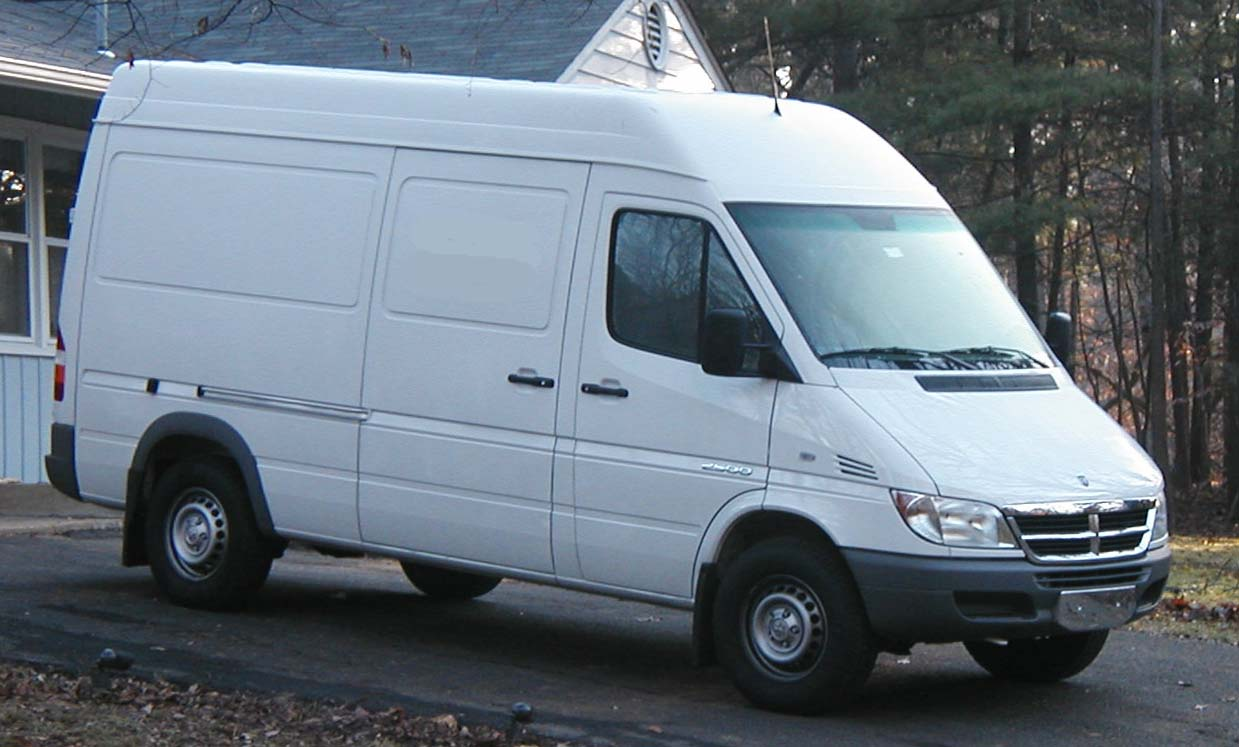
Dodge Sprinter
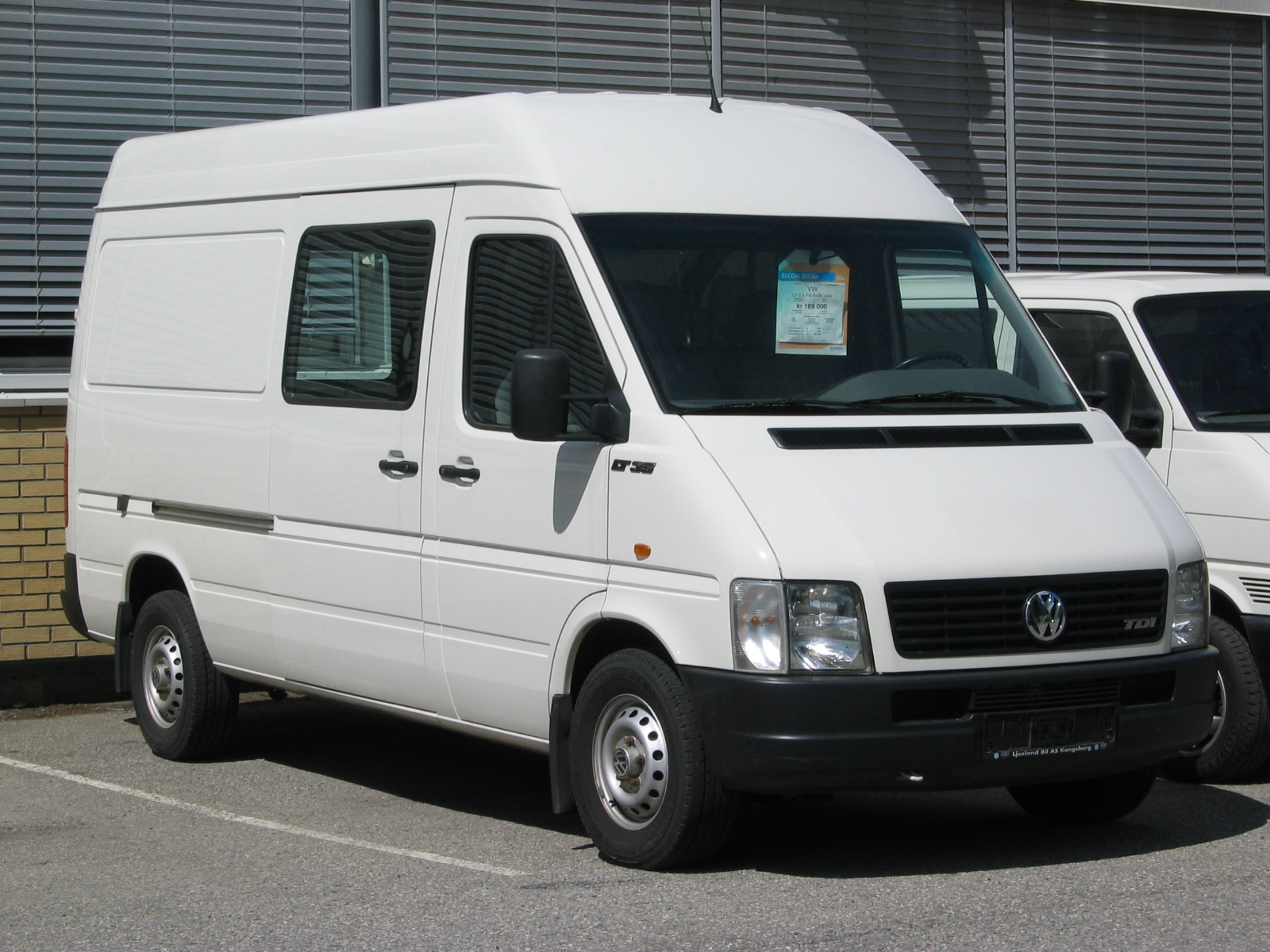
Volkswagen LT

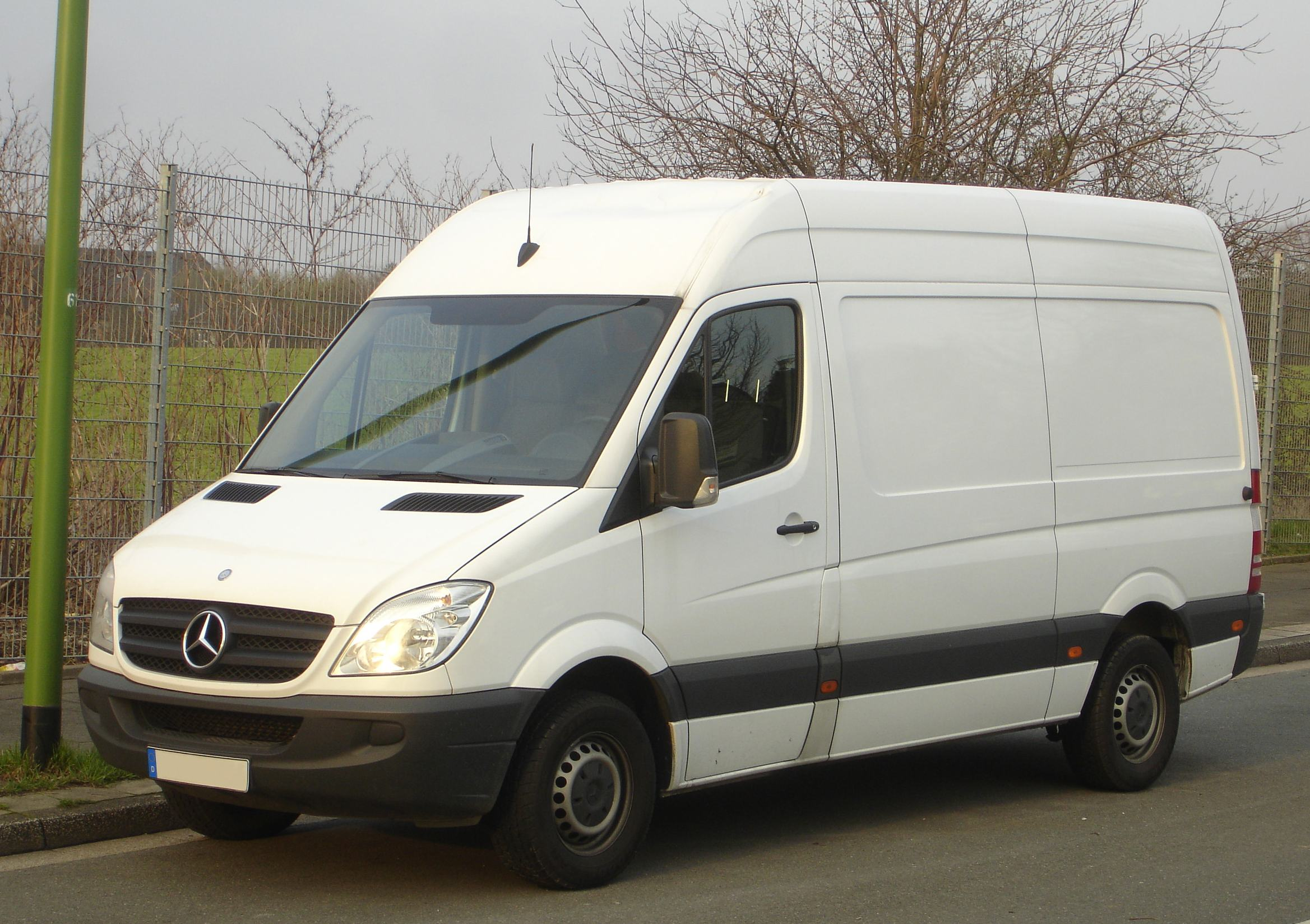
Mercedes-Benz Sprinter
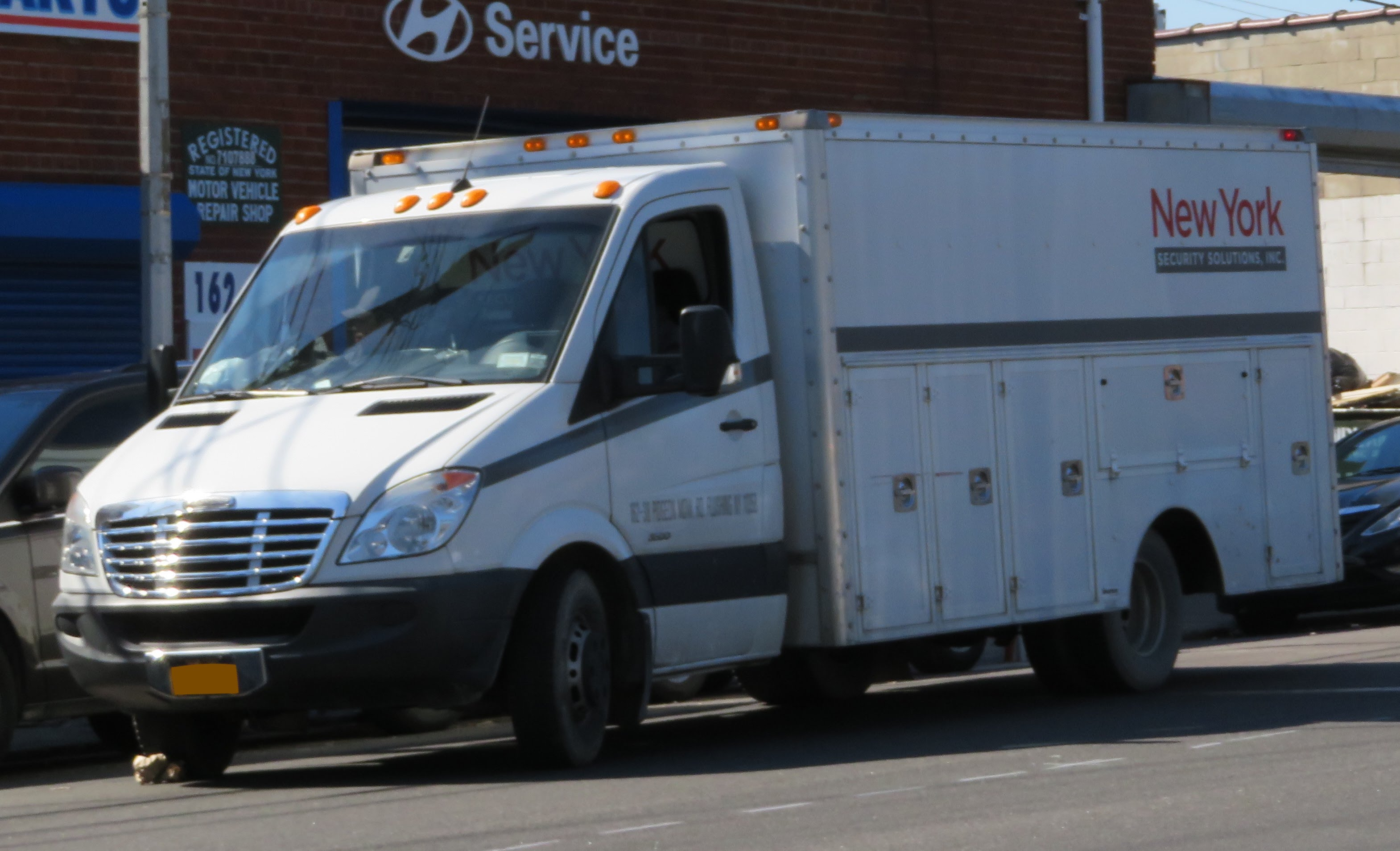
Freightliner Sprinter
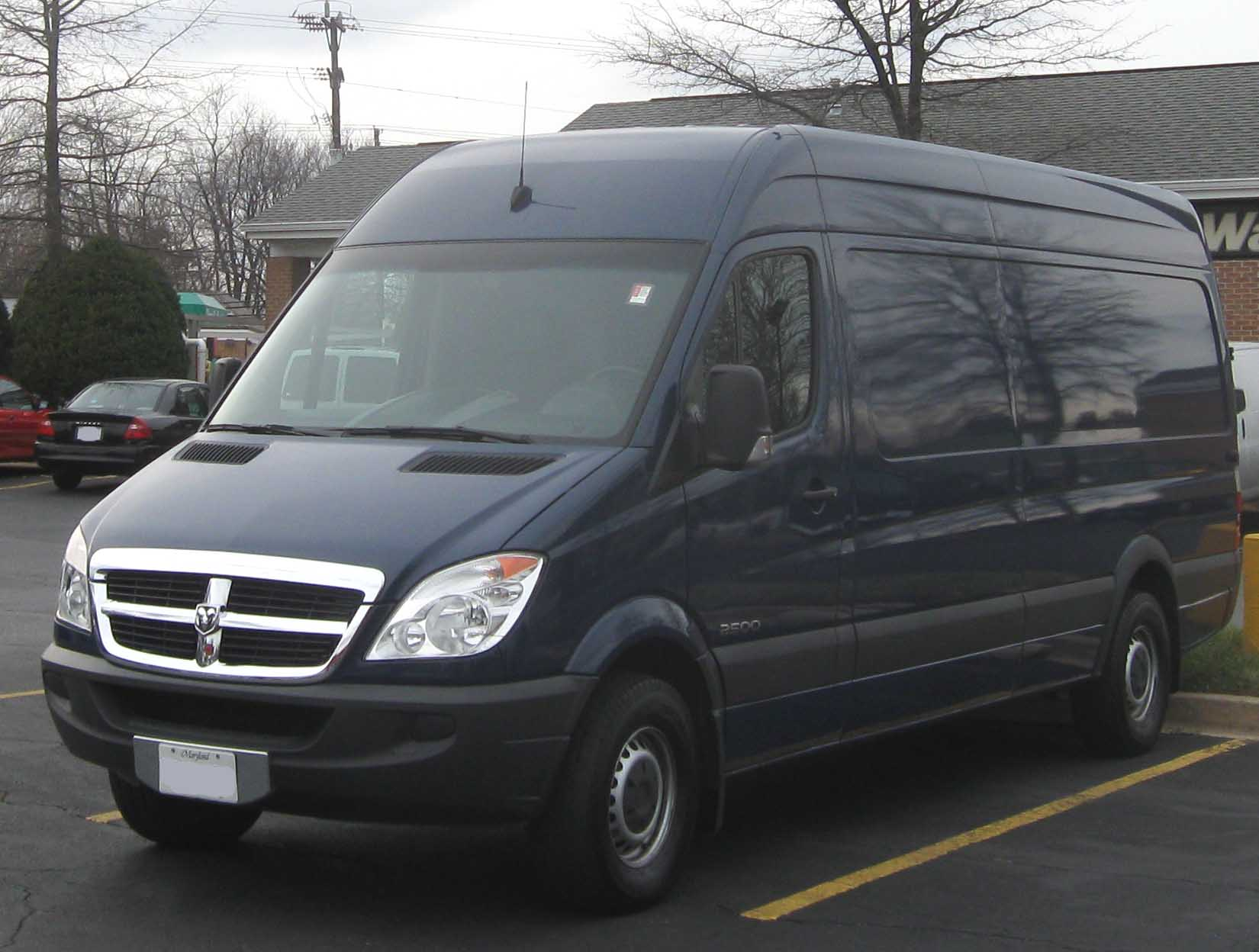
Dodge Sprinter

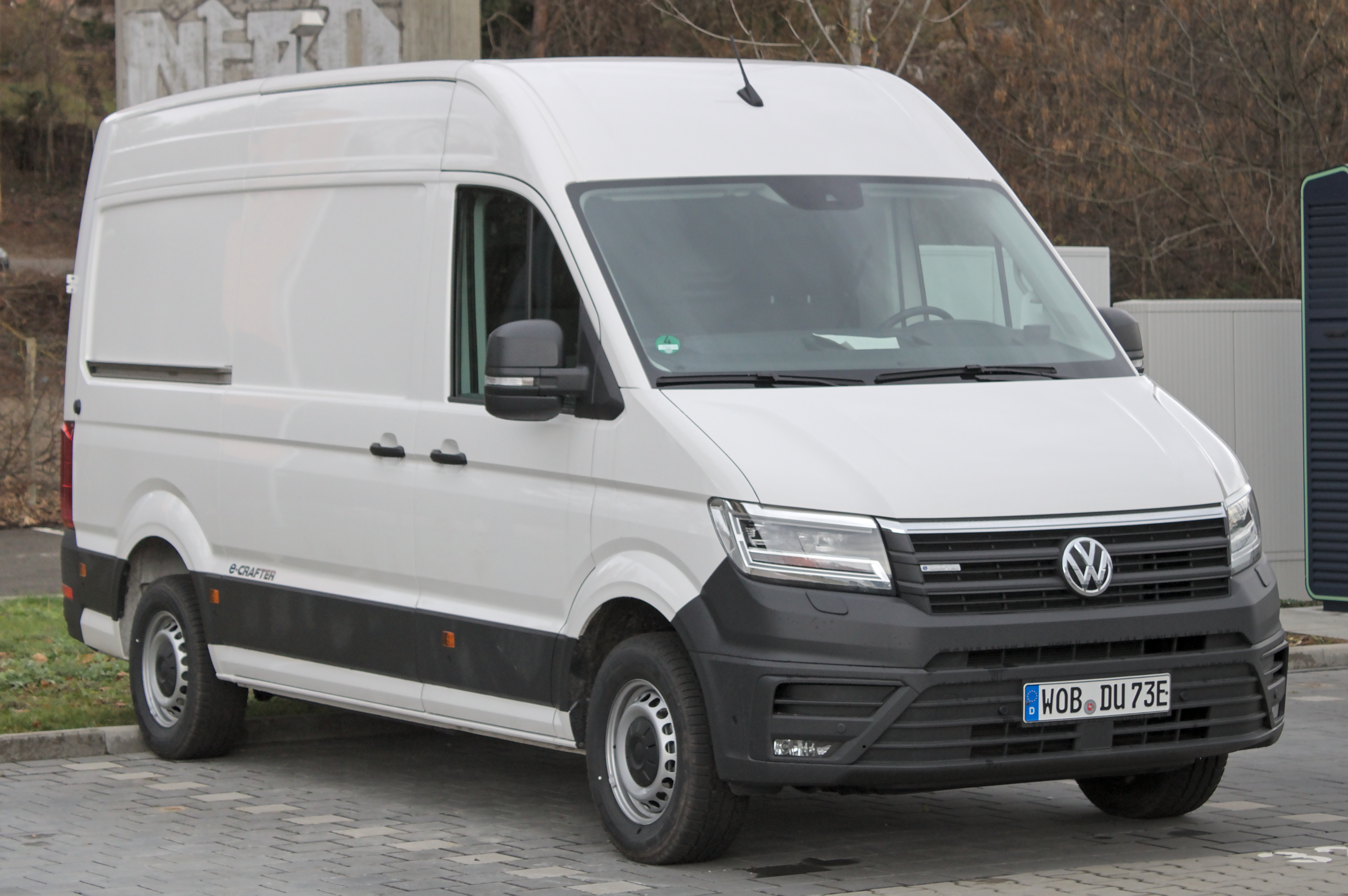
Volkswagen Crafter
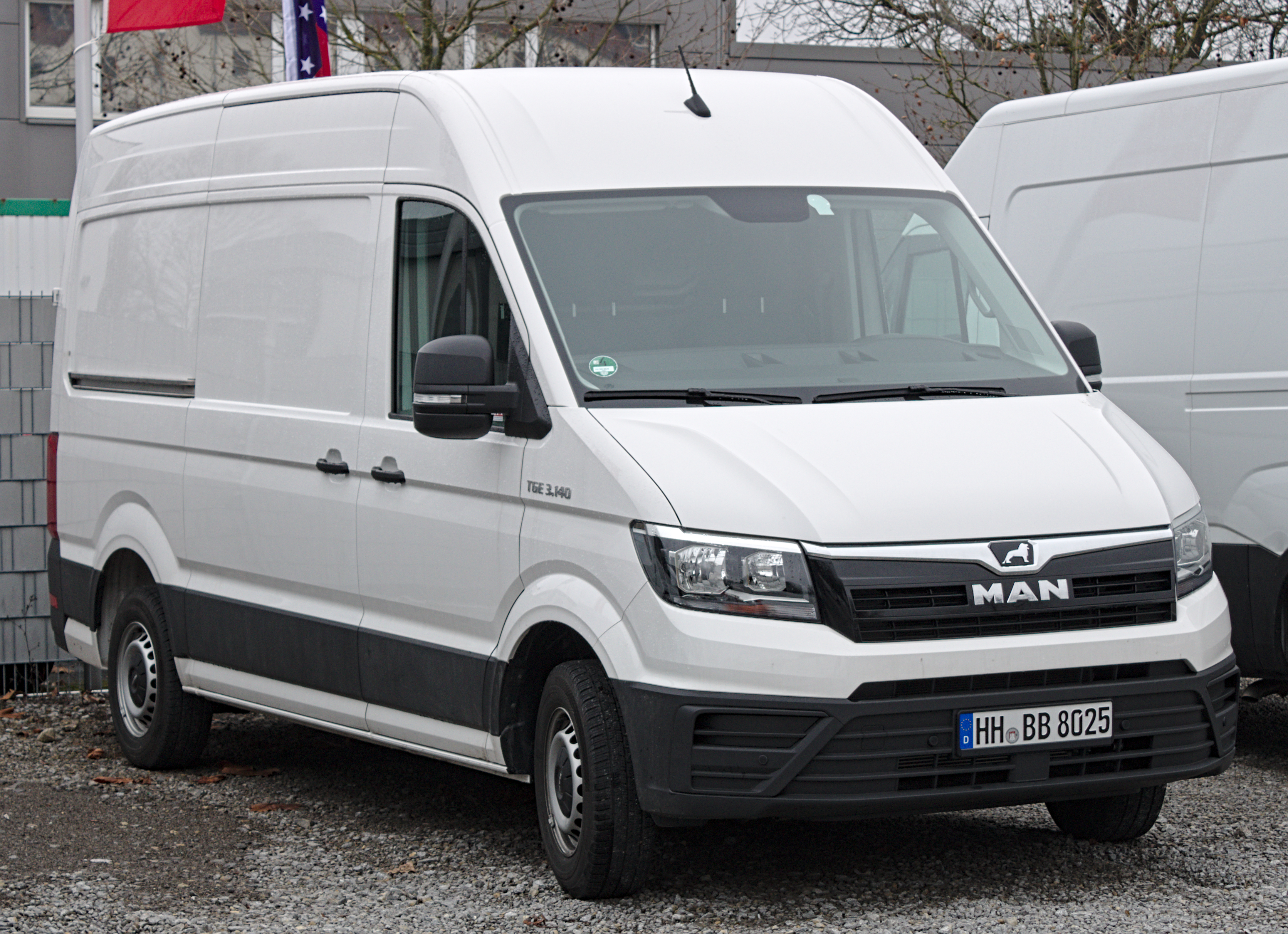
MAN TGE
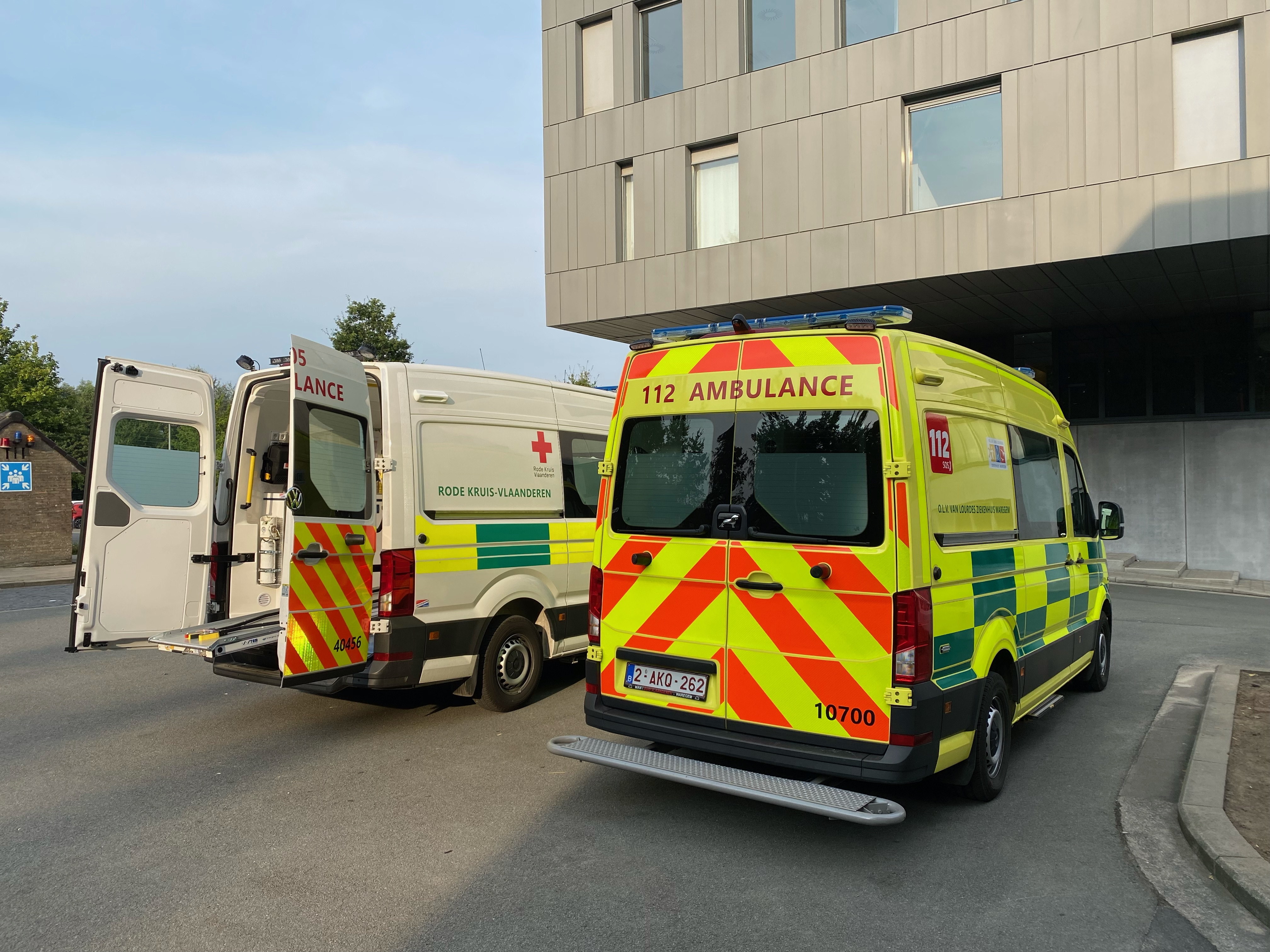
Volkswagen Crafter en MAN TGE

### Hernieuwd op de markt brengen van oud merk
Het opkopen van een oude naam voor een nieuwe fabriek.
Voorbeelden:
- het historische merk Spyker werd in 1999 geregistreerd voor Spyker Cars dat ook het vroegere motto gebruikte;
- de nieuwe Engelse motoren die onder de oude naam Triumph op de markt worden gebracht;
- de BSA Bantam die in opdracht van MuZ werd ontwikkeld.

Vooral Cagiva heeft nog enkele merknamen in haar bezit die gebruikt kunnen worden om te zijner tijd motoren onder uit te brengen, zoals Moto Morini.
Eind jaren negentig stonden klassieke merknamen als Indian en Excelsior-Henderson op het punt terug te komen.

### Gebruik onder eigen naam van andermans product
Het gebruik van een motorblok, gemaakt door een andere fabrikant, waarin wel het eigen merk geslagen of gegoten wordt.
Voorbeeld:
- bij Auto-Fauteuil was de eigen merknaam in het carter van de De Dion-Bouton-motor gegoten.
- Het Britse merk Gamage verkocht motorfietsen onder eigen naam van Red Star, Omega in Coventry, Wulfruna (Wearwell) en Radco.

### Bestaand product onder nieuw merk
Een bestaand model op de markt brengen door een merk dat voordien in die branche niet actief was.
Vooral de bromfietsmarkt werd in de jaren vijftig overspoeld door allerlei merken die weinig of niets met bromfietsen te maken hadden. Soms assembleerden ze zelf bromfietsen, maar vaak verkochten ze simpelweg bestaande modellen onder hun eigen naam. Behalve dat ze daar zelf een graantje van meepikten was het vaak ook voor de oorspronkelijke fabrikant voordelig. Deze kon zo in een ander land of een andere regio zijn handel verkopen. Ook Amerikaanse postorderbedrijven begaven zich op deze manier op de motorfietsmarkt, zoals Gambles Stores met de Doodle Bug-scooter, Sears met motorfietsen van de  Excelsior Cycle Company in Chicago, Puch en Gilera en Montgomery Ward en Siegel met de Riverside-scooter (in feite de Mitsubishi Pigeon).

## Andere vormen van delen van productiekosten
Een gerelateerde vorm van hergebruik van objecten of componenten is het leveren van producten als Original Equipment Manufacturer. Dit komt vooral voor in de IT wereld, maar ook in andere branches. Te denken valt aan het gebruik van bijvoorbeeld de VM dieselmotor door diverse autofabrikanten die zelf niet over deze technologie beschikken.
Nog een ander alternatief is het in licentie laten produceren van objecten of componenten.